# كريم حمدي

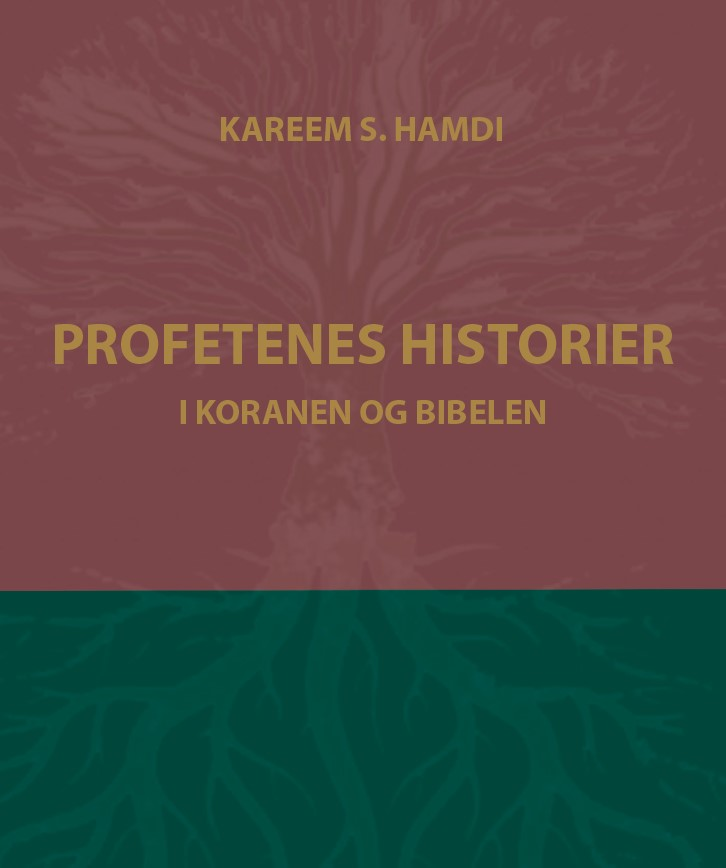
قصص الانبياء في القرآن والكتاب المقدس

كريم حمدي، كاتب نرويجي، عراقي الأصل، ولد في عام 1962م، قام بكتابة عدد من الكتب التي تخص اللغة النرويجية والعربية صدرت له عدة كتب أحدها كان قاموس الجيب الذي يعتبر أول قاموس جيب عربي ـ نرويجي.

## من مؤلفاته
- قواعد اللغة النرويجية للمبتدئين(باللغتين النرويجية والعربية)1999, ISBN 82-03-32498-3
- كتاب المحادثات اليومية(باللغتين النرويجية والعربية) 2001, ISBN 82-995920-0-3
- اللغة العربية للنرويجيين (باللغتين النرويجية والعربية)2002, ISBN 82-995920-1-1
- العادات والتقاليد العربية (باللغة النرويجية)2005, ISBN 82-995920-3-8
- قاموس الجيب: عربي/نرويجي ـ نرويجي/عربي 2010, ISBN 82-573-2058-4
- المسيح في المصادر العربية (باللغة النرويجية) 2012 ISBN 82-995920-5-5
- اليهودية في المصادر العربية (باللغة النرويجية) 2018 9788299592062
- قصص الانبياء في القرآن والكتاب المقدس (باللغة النرويجية) 2021، ISBN 978-82-995920-7-9

### ترجمة
- اللاتينية الثقافة التاريخ اللغة 2011, ISBN 82-573-2058-4